# Trichoclinocera hamifera
Trichoclinocera hamifera är en tvåvingeart som först beskrevs av Axel Leonard Melander 1927.  Trichoclinocera hamifera ingår i släktet Trichoclinocera och familjen dansflugor. Inga underarter finns listade i Catalogue of Life.